# Berčevac
Berčevac (izvirno srbsko Берчевац) je naselje v Srbiji, ki upravno spada pod Občino Preševo; slednja pa je del Pčinjskega upravnega okraja.

## Demografija
V naselju, katerega izvirno (srbsko-cirilično) ime je Берчевац, živi 14 polnoletnih prebivalcev, pri čemer je njihova povprečna starost 28,4 let (25,6 pri moških in 32,9 pri ženskah). Naselje ima 3 gospodinjstev, pri čemer je povprečno število članov na gospodinjstvo 6,33.
Naselje je večinsko poseljeno z Albanci (popis leta 2002). 
|  |

| Demografija | Demografija     | Demografija     |
| Leto        | Št. prebivalcev | Št. prebivalcev |
| ----------- | --------------- | --------------- |
|             |                 |                 |
|             |                 |                 |
|             |                 |                 |
|             |                 |                 |
| 1948        | 217             |                 |
| 1953        | 214             |                 |
| 1961        | 223             |                 |
| 1971        | 163             |                 |
| 1981        | 15              |                 |
| 1991        | 38              | 38              |
| 2002        | 19              | 19              |
|             |                 |                 |

| Etnična sestava po popisu iz leta 2002 | Etnična sestava po popisu iz leta 2002 | Etnična sestava po popisu iz leta 2002 | Etnična sestava po popisu iz leta 2002 | Etnična sestava po popisu iz leta 2002 |
| -------------------------------------- | -------------------------------------- | -------------------------------------- | -------------------------------------- | -------------------------------------- |
| Albanci                                | Albanci                                |                                        | 18                                     | 94,73%                                 |
| Neznano                                | Neznano                                |                                        | 1                                      | 5,26%                                  |